# U-552
| U-552 | U-552 | U-552 |
| --- | --- | --- |
| U 552 | | |
| | | |
| Підводний човен U-552 повертається на базу в Сен-Назері після успішного походу. 6 жовтня 1941               | | |
| Верф | Blohm + Voss, Гамбург | Blohm + Voss, Гамбург |
| Під прапором                                                                                                | Третій Рейх | Третій Рейх |
| Належність                                                                                                  | Крігсмаріне | Крігсмаріне |
| Порт приписки                                                                                               | Сен-Назер, Вільгельмсгафен | Сен-Назер, Вільгельмсгафен |
| Замовлення                                                                                                  | 25 вересня 1939 | 25 вересня 1939 |
| Закладений                                                                                                  | 1 грудня 1939 | 1 грудня 1939 |
| Спуск на воду                                                                                               | 14 вересня 1940 | 14 вересня 1940 |
| Введений до складу флоту                                                                                    | 4 грудня 1940 | 4 грудня 1940 |
| На службі                                                                                                   | 1940—1945 | 1940—1945 |
| Загибель | 2 травня 1945 року затоплений у порту Вільгельмсгафена                                                                                | 2 травня 1945 року затоплений у порту Вільгельмсгафена                                                                                |
| Сучасний статус                                                                                             | затоплений | затоплений |
| Бойовий досвід                                                                                              | Друга світова війна Битва за Атлантику                                                                                                | Друга світова війна Битва за Атлантику                                                                                                |
| Проєкт | | |
| Тип ПЧ | середній торпедний ДПЧ | середній торпедний ДПЧ |
| Вартість | 4 714 000 ℛℳ | 4 714 000 ℛℳ |
| Основні характеристики                                                                                      | | |
| Швидкість (надводна)                                                                                        | 17,7 вузлів (32,8 км/год) | 17,7 вузлів (32,8 км/год) |
| Швидкість (підводна)                                                                                        | 7,6 вузлів (14,1 км/год) | 7,6 вузлів (14,1 км/год) |
| Робоча глибина занурення                                                                                    | 230 м | 230 м |
| Гранична глибина занурення                                                                                  | 250—295 м | 250—295 м |
| Дальність плавання                                                                                          | 80 миль (150 км) на швидкості 4 вузли (в підводному положенні) 8 500 миль (15 700 км) на швидкості 10 вузлів (у надводному положенні) | 80 миль (150 км) на швидкості 4 вузли (в підводному положенні) 8 500 миль (15 700 км) на швидкості 10 вузлів (у надводному положенні) |
| Екіпаж | 44-52 особи | 44-52 особи |
| Розміри | | |
| Довжина найбільша (по КВЛ)                                                                                  | 67,1 м | 67,1 м |
| Ширина корпусу найб.                                                                                        | 6,2 м | 6,2 м |
| Висота | 9,6 м | 9,6 м |
| Середня осадка (по КВЛ)                                                                                     | 4,74 м | 4,74 м |
| Водотоннажність надводна                                                                                    | 769 т | 769 т |
| Силова установка                                                                                            | | |
| дизель-електрична; 2 дизельних двигуни MAN M 6 V 40/46, 2 електродвигуни Siemens-Schuckertwerke GU 343/38-8 | | |
| Гвинти | 2 | 2 |
| Потужність                                                                                                  | 2 × 2100—2310 к.с. (дизелі) 2 × 750 к.с. (електродвигуни)                                                                             | 2 × 2100—2310 к.с. (дизелі) 2 × 750 к.с. (електродвигуни)                                                                             |
| Озброєння                                                                                                   | | |
| Артилерія                                                                                                   | 1 × 88-мм палубна гармата SK C/35 | 1 × 88-мм палубна гармата SK C/35 |
| Торпедно- мінне озброєння                                                                                   | 4 носових і один кормовий ТА 14 торпед та 26 мін TMA                                                                                  | 4 носових і один кормовий ТА 14 торпед та 26 мін TMA                                                                                  |
| ППО | 1 × 37-мм зенітна гармата Flak M42 2 × 20-мм зенітні гармати FlaK 30                                                                  | 1 × 37-мм зенітна гармата Flak M42 2 × 20-мм зенітні гармати FlaK 30                                                                  |

U-552 — німецький середній підводний човен типу VIIC, що входив до складу Військово-морських сил Третього Рейху за часів Другої світової війни. Закладений 1 грудня 1939 року на верфі Blohm + Voss у Гамбурзі, спущений на воду 14 вересня 1940 року. 4 грудня 1940 року корабель увійшов до складу 7-ї навчальної флотилії ПЧ ВМС нацистської Німеччини.

## Історія
U-552 належав до німецьких підводних човнів типу VIIC, найчисельнішого типу субмарин Третього Рейху, яких було випущено 703 одиниці. Службу розпочав у складі 7-ї навчальної флотилії ПЧ, з 1 лютого 1941 року переведений до бойового складу цієї флотилії з базуванням у Кілі, а після окупації Франції у французькому Сен-Назері. У травні 1944 року переданий у 22-гу навчальну флотилію. Протягом війни з лютого 1941 до квітня 1944 року U-552 здійснив 15 бойових походів, переважно у північній Атлантиці. Підводний човен потопив 30 суден противника сумарною водотоннажністю 163 756 брутто-регістрових тонн, американський ескадрений міноносець «Рубен Джеймс» (1 190 т), британський протичовновий траулер (520 т), а також пошкодив три судна (26 910 GRT).
В лютому 1945 року виведений зі складу флоту. 2 травня 1945 року затоплений у порту Вільгельмсгафена.

## Командири
- Корветтен-капітан Еріх Топп (4 грудня 1940 — 8 вересня 1942)
- Капітан-лейтенант Клаус Попп (9 вересня 1942 — 10 липня 1944)
- Оберлейтенант-цур-зее Гюнтер Любе (11 липня 1944 — лютий 1945)

## Перелік уражених U-552 суден у бойових походах
| №                                                                  | Дата            | Назва                 | Тип                   | Належність                              | Водотоннажність (брт) | Вантаж                                                                                               | Конвой        | Результат та координати                                                 | Наслідки атаки для екіпажу        | Прим. |
| ------------------------------------------------------------------ | --------------- | --------------------- | --------------------- | --------------------------------------- | --------------------- | --- | ------------- | ----------------------------------------------------------------------- | --------------------------------- | --- |
| Перший похід (18.02—16.03.1941, 27 діб; Гельголанд—Сен-Назер)      |                 |                       |                       |                                         |                       | |               |                                                                         |                                   | |
| 1                                                                  | 1 березня 1941  | Cadillac              | танкер                | Велика Британія                         | 12 062                | 17 000 тонн авіаційного палива                                                                       | Конвой HX 109 | потоплений 60°06′ пн. ш. 11°46′ зх. д. / 60.100° пн. ш. 11.767° зх. д.  | 42 (38 загинуло та 4 врятовані)   | |
| 2                                                                  | 10 березня 1941 | Reykjaborg            | траулер               | Ісландія                                | 687                   | риба                                                                                                 |               | потоплений 58°51′ пн. ш. 11°00′ зх. д. / 58.850° пн. ш. 11.000° зх. д.  | 15 (13 загинуло та 2 врятовані)   | |
| Другий похід (7.04—6.05.1941, 30 діб; Сен-Назер—Сен-Назер)         |                 |                       |                       |                                         |                       | |               |                                                                         |                                   | |
| 3                                                                  | 27 квітня 1941  | Commander Horton      | траулер               | Велика Британія                         | 227                   | |               | потоплений 62°00′ пн. ш. 16°00′ зх. д. / 62.000° пн. ш. 16.000° зх. д.  | 14 (усі загинули)                 | |
| 4                                                                  | 27 квітня 1941  | Beacon Grange         | суховантажне судно    | Велика Британія                         | 10 119                | баласт                                                                                               |               | потоплено 62°05′ пн. ш. 16°20′ зх. д. / 62.083° пн. ш. 16.333° зх. д.   | 84 (2 загинули та 82 вціліли)     | |
| 5                                                                  | 28 квітня 1941  | Capulet               | танкер                | Велика Британія                         | 8 190                 | 11 200 тонн мазуту                                                                                   | Конвой HX 121 | пошкоджений 60°00′ пн. ш. 16°00′ зх. д. / 60.000° пн. ш. 16.000° зх. д. | 44 (9 загинули та 35 вціліли)     | |
| 6                                                                  | 1 травня 1941   | Nerissa               | пасажирське судно     | Велика Британія                         | 5 583                 | 175 пасажирів і 3049 тонн генеральних вантажів, включаючи алюміній, автомобілі та снаряди            | Конвой HX 121 | потоплено 55°57′ пн. ш. 10°08′ зх. д. / 55.950° пн. ш. 10.133° зх. д.   | 300 (209 загинули та 91 вцілілий) | |
| Третій похід (25.05—2.07.1941, 39 діб; Сен-Назер—Сен-Назер)        |                 |                       |                       |                                         |                       | |               |                                                                         |                                   | |
| 7                                                                  | 10 червня 1941  | Ainderby              | суховантажне судно    | Велика Британія                         | 4 860                 | 7700 тонн залізної руди                                                                              |               | потоплено 55°30′ пн. ш. 12°10′ зх. д. / 55.500° пн. ш. 12.167° зх. д.   | 41 (12 загинули та 29 вціліло)    | |
| 8                                                                  | 12 червня 1941  | Chinese Prince        | суховантажне судно    | Велика Британія                         | 8 593                 | 9167 тонн генеральних вантажів, включаючи калій, ізюм та магнезит                                    |               | потоплено 56°12′ пн. ш. 14°18′ зх. д. / 56.200° пн. ш. 14.300° зх. д.   | 64 (46 загинули та 18 вціліло)    | |
| 9                                                                  | 18 червня 1941  | Norfolk               | суховантажне судно    | Велика Британія                         | 10 948                | 4000 тонн генеральних вантажів, включаючи сталеві пластини та пошту                                  |               | потоплено 57°17′ пн. ш. 11°14′ зх. д. / 57.283° пн. ш. 11.233° зх. д.   | 71 (1 загинув та 70 вижило)       | |
| Четвертий похід (18.08—26.08.1941, 9 діб; Сен-Назер—Сен-Назер)     |                 |                       |                       |                                         |                       | |               |                                                                         |                                   | |
| 10                                                                 | 23 серпня 1941  | Spind                 | суховантажне судно    | Норвегія                                | 2 129                 | 3000 тонн вугілля, коксу та деталей двигуна                                                          | Конвой OG 71  | потоплено 40°43′ пн. ш. 11°39′ зх. д. / 40.717° пн. ш. 11.650° зх. д.   | 25 (усі вижили)                   | |
| П'ятий похід (4.09—5.10.1941, 32 доби; Сен-Назер—Сен-Назер)        |                 |                       |                       |                                         |                       | |               |                                                                         |                                   | |
| 11                                                                 | 20 вересня 1941 | T.J. Williams         | танкер                | Велика Британія                         | 2 129                 | 10 036 тонн моторного бензину                                                                        | Конвой SC 44  | потоплений 61°34′ пн. ш. 35°11′ зх. д. / 61.567° пн. ш. 35.183° зх. д.  | 39 (17 загинули та 22 вижили)     | |
| 12                                                                 | 20 вересня 1941 | Pink Star             | суховантажне судно    | Панама                                  | 4 150                 | генеральні вантажі                                                                                   | Конвой SC 44  | потоплено 61°36′ пн. ш. 35°07′ зх. д. / 61.600° пн. ш. 35.117° зх. д.   | 35 (13 загинули та 22 вижили)     | |
| 13                                                                 | 20 вересня 1941 | Barbro                | танкер                | Норвегія                                | 6 325                 | 9000 тонн бензину                                                                                    | Конвой SC 44  | потоплений 61°30′ пн. ш. 35°07′ зх. д. / 61.500° пн. ш. 35.117° зх. д.  | 34 (усі загинули)                 | |
| Шостий похід (25.10—26.11.1941, 33 доби; Сен-Назер—Сен-Назер)      |                 |                       |                       |                                         |                       | |               |                                                                         |                                   | |
| 14                                                                 | 31 жовтня 1941  | «Рубен Джеймс»        | ескадрений міноносець | Військово-морські сили США              | 1 190                 | | Конвой HX 156 | потоплений 51°59′ пн. ш. 27°05′ зх. д. / 51.983° пн. ш. 27.083° зх. д.  | 160 (115 загинули та 45 вижило)   | перший військовий корабель ВМС США, що загинув у Другій світовій війні (ще до офіційного вступу Сполучених Штатів у війну) |
| Сьомий похід (25.12.1941—27.01.1942, 34 доби; Сен-Назер—Сен-Назер) |                 |                       |                       |                                         |                       | |               |                                                                         |                                   | |
| 15                                                                 | 15 січня 1942   | Dayrose               | суховантажне судно    | Велика Британія                         | 4 113                 | баласт                                                                                               |               | потоплено 46°32′ пн. ш. 53°00′ зх. д. / 46.533° пн. ш. 53.000° зх. д.   | 42 (38 загиблих та 4 вцілілих)    | |
| 16                                                                 | 18 січня 1942   | Frances Salman        | суховантажне судно    | США                                     | 2 609                 | баласт                                                                                               |               | потоплено 46°33′ пн. ш. 53°05′ зх. д. / 46.550° пн. ш. 53.083° зх. д.   | 28 (усі загинули)                 | |
| 17                                                                 | 20 січня 1942   | Maro                  | суховантажне судно    | Грецьке королівство                     | 3 838                 | сода кальцинована                                                                                    | Конвой ON 53  | потоплено 46°27′ пн. ш. 39°55′ зх. д. / 46.450° пн. ш. 39.917° зх. д.   | 29 (усі загинули)                 | |
| Восьмий похід (7.03—27.04.1942, 52 доби; Сен-Назер—Сен-Назер)      |                 |                       |                       |                                         |                       | |               |                                                                         |                                   | |
| 18                                                                 | 25 березня 1942 | Ocana                 | танкер                | Нідерланди                              | 6 356                 | 8500 тонн моторного бензину та гасу                                                                  |               | потоплений 42°36′ пн. ш. 64°30′ зх. д. / 42.600° пн. ш. 64.500° зх. д.  | 56 (52 загинули та 4 вціліли)     | |
| 19                                                                 | 3 квітня 1942   | David H. Atwater      | суховантажне судно    | США                                     | 2 438                 | 3911 тонн вугілля                                                                                    |               | потоплено 37°57′ пн. ш. 75°10′ зх. д. / 37.950° пн. ш. 75.167° зх. д.   | 27 (24 загинули та 3 вціліли)     | |
| 20                                                                 | 5 квітня 1942   | Byron D. Benson       | танкер                | США                                     | 7 953                 | 91 500 барелів сирої нафти                                                                           |               | потоплений 36°08′ пн. ш. 75°32′ зх. д. / 36.133° пн. ш. 75.533° зх. д.  | 37 (10 загинули та 27 вціліли)    | |
| 21                                                                 | 7 квітня 1942   | British Splendour     | танкер                | Велика Британія                         | 7 138                 | 10 000 тонн бензину                                                                                  |               | потоплений 35°07′ пн. ш. 75°19′ зх. д. / 35.117° пн. ш. 75.317° зх. д.  | 53 (12 загинули та 41 вцілілий)   | |
| 22                                                                 | 7 квітня 1942   | Lancing               | китобійна база        | Норвегія                                | 7 866                 | 8900 тонн мазуту                                                                                     |               | потоплена 35°08′ пн. ш. 75°22′ зх. д. / 35.133° пн. ш. 75.367° зх. д.   | 50 (один загиблий та 49 вціліло)  | |
| 23                                                                 | 9 квітня 1942   | Atlas                 | танкер                | США                                     | 7 137                 | 84 239 барелів бензину                                                                               |               | потоплений 34°27′ пн. ш. 76°16′ зх. д. / 34.450° пн. ш. 76.267° зх. д.  | 34 (2 загинули та 32 вціліли)     | |
| 24                                                                 | 10 квітня 1942  | Tamaulipas            | танкер                | США                                     | 6 943                 | 70 000 барелів пічного палива                                                                        |               | потоплений 34°25′ пн. ш. 76°00′ зх. д. / 34.417° пн. ш. 76.000° зх. д.  | 37 (2 загинули та 35 вціліли)     | |
| Дев'ятий похід (9.06—19.06.1942, 11 діб; Сен-Назер—Сен-Назер)      |                 |                       |                       |                                         |                       | |               |                                                                         |                                   | |
| 25                                                                 | 15 червня 1942  | Etrib                 | суховантажне судно    | Велика Британія                         | 1 943                 | 2014 тонн абрикосової м'якоті, 238 тонн вина та хересу та 20 тонн тартрату та корки                  | Конвой HG 84  | потоплено 43°18′ пн. ш. 17°38′ зх. д. / 43.300° пн. ш. 17.633° зх. д.   | 40 (2 загинули та 38 вціліли)     | |
| 26                                                                 | 15 червня 1942  | Pelayo                | суховантажне судно    | Велика Британія                         | 1 346                 | 755 тонн урядового майна та металобрухт                                                              | Конвой HG 84  | потоплено 43°18′ пн. ш. 17°38′ зх. д. / 43.300° пн. ш. 17.633° зх. д.   | 45 (18 загинули та 27 вціліли)    | |
| 27                                                                 | 15 червня 1942  | Slemdal               | танкер                | Норвегія                                | 7 374                 | 6000 тонн мазуту                                                                                     | Конвой HG 84  | потоплений 43°18′ пн. ш. 17°38′ зх. д. / 43.300° пн. ш. 17.633° зх. д.  | 37 (усі вціліли)                  | |
| 28                                                                 | 15 червня 1942  | City of Oxford        | суховантажне судно    | Велика Британія                         | 2 759                 | 2000 тонн руди та 300 тонн корки                                                                     | Конвой HG 84  | потоплено 43°42′ пн. ш. 18°12′ зх. д. / 43.700° пн. ш. 18.200° зх. д.   | 44 (1 загиблий та 43 вціліли)     | |
| 29                                                                 | 15 червня 1942  | Thurso                | суховантажне судно    | Велика Британія                         | 2 436                 | 850 тонн генеральних вантажів, включаючи корок та 1500 мішків пошти для німецьких військовополонених | Конвой HG 84  | потоплено 43°41′ пн. ш. 18°02′ зх. д. / 43.683° пн. ш. 18.033° зх. д.   | 42 (13 загиблих та 29 вцілілих)   | |
| Десятий похід (4.07—13.08.1942, 41 доба; Сен-Назер—Сен-Назер)      |                 |                       |                       |                                         |                       | |               |                                                                         |                                   | |
| 30                                                                 | 25 липня 1942   | British Merit         | танкер                | Велика Британія                         | 8 093                 | баласт                                                                                               | Конвой ON 113 | пошкоджений 49°03′ пн. ш. 40°36′ зх. д. / 49.050° пн. ш. 40.600° зх. д. | 55 (1 загинув та 54 вижило)       | |
| 31                                                                 | 25 липня 1942   | Broompark             | суховантажне судно    | Велика Британія                         | 5 136                 | баласт                                                                                               | Конвой ON 113 | потоплено 49°02′ пн. ш. 40°26′ зх. д. / 49.033° пн. ш. 40.433° зх. д.   | 49 (4 загинуло та 45 вижило)      | |
| 32                                                                 | 3 серпня 1942   | G.S. Walden           | танкер                | Велика Британія                         | 10 627                | | Конвой ON 115 | пошкоджений 45°52′ пн. ш. 47°15′ зх. д. / 45.867° пн. ш. 47.250° зх. д. | ? (1 загинув та ? вижило)         | |
| 33                                                                 | 3 серпня 1942   | Lochkatrine           | суховантажне судно    | Велика Британія                         | 9 419                 | баласт                                                                                               | Конвой ON 115 | потоплено 45°52′ пн. ш. 46°44′ зх. д. / 45.867° пн. ш. 46.733° зх. д.   | 90 (9 загиблих та 81 вижив)       | |
| Одинадцятий похід (10.09—15.12.1942, 97 діб; Сен-Назер—Сен-Назер)  |                 |                       |                       |                                         |                       | |               |                                                                         |                                   | |
| 34                                                                 | 19 вересня 1942 | HMS Alouette (FY 101) | протичовновий траулер | Військово-морські сили Великої Британії | 520                   | |               | потоплений 38°21′ пн. ш. 9°18′ зх. д. / 38.350° пн. ш. 9.300° зх. д.    | 44 (14 загиблих та 30 вижило)     | |
| 35                                                                 | 3 грудня 1942   | Wallsend              | суховантажне судно    | Велика Британія                         | 3 157                 | 450 тонн цементу, 320 тонн вугілля, 15 літаків та пошта                                              | Конвой ON 146 | потоплено 20°08′ пн. ш. 25°50′ зх. д. / 20.133° пн. ш. 25.833° зх. д.   | 41 (4 загинуло та 37 вціліло)     | |